# Aurelia Cotta
Aurelia Cotta (21. května 120 př. n. l. – 31. července 54 př. n. l.) byla matkou římského diktátora Julia Caesara.

## Rodina
Aurelia Cotta se narodila jako dcera Rutilie a Lucia Aurelia Cotty nebo jeho bratr Marka Aurelia Cotty. Její otec byl v roce 119 př. n. l. římským konzulem a její dědeček z otcovy strany jím byl v roce 144 př. n. l. Rodina byla během římské republiky významnou. Její matka Rutilie pocházela z rodiny Rutilia. Měli konzulární postavení.
Tři z jejích bratrů byli také konzuly: Gaius Aurelius Cotta, Marcus Aurelius Cotta a Lucius Aurelius Cotta.
Aurelia se provdala za praetora Gaia Julia Caesara. Měli spolu tři děti:
- Julia Major (102 – 68 př. n. l.), manželka Pinaria a babička guvernéra Lucia Pinaria
- Julia Minor (101 – 51 př. n. l.), manželka Marka Atia a babička císaře Augusta
- Julius Caesar (100 – 44 př. n. l.)

## Charakter
Historik Tacitus ji označuje jako ideální římskou matrónu. Plútarchos ji popisuje jako „přísnou a váženou“ ženu. Inteligentní, nezávislá a svou krásou proslulá Aurelia si udržela vysoké postavení po celou dobu Říma.
Aurelia a její rodina měla velký vliv na synovu výchovu a bezpečí. Její manžel, starší Gaius Julius byl často pryč, takže výchova syna ležela na Aureliných ramenou. Když bylo Juliu Caesarovi 18 let, nutil ho tehdejší římský diktátor Sulla k rozvodu s manželkou Cornelií Cinnou. Mladý Caesar to zarputile odmítal a tím se vystavil velkému riziku. Aurelia syna se svým bratrem Gaiem Cottou bránila.
Když Cornelia zemřela při porodu, povýšila Aurelia svou vnučku Julii na své místo a řídila synovu domácnost. Caesar se následně oženil s Pompeiou Sullou. Během slavnosti Bona Dea, která se konala v Caesarově domě, objevila Aureliina služebná Publia Clodia, převlečeného za ženu, údajně, aby zahájil nebo pokračoval v poměru s její druhou snachou Pompeií. Přestože sám Caesar připouštěl její nevinnost, krátce poté, co prohlásil, že jeho žena musí být mimo podezření, se s ní rozvedl.